# 보양
보양(寶壤, ?~?)은 신라 말, 고려 초의 승려이며, 지식(智識)이라고도 한다.
당나라에 가서 불법을 전해받고 돌아오다가, 용궁에 들어가 불경을 염송하고는 금라가사(金羅袈娑)를 얻었다. 그리고 용왕의 아들 이목(璃目)을 데리고 온 뒤, 경상북도 청도군 운문면에 '작갑사'(鵲岬寺)를 지었다. 이후 직갑사는 고려 태조 왕건이 '운문선사'(雲門禪寺)라 사액하여, 운문사(雲門寺)라 불리게 되었다.
관련 설화로서 보양이목(寶壤梨木)이 있다.